# Sankt Gallenkappel
Sankt Gallenkappel is een plaats en voormalige gemeente in het Zwitserse kanton Sankt Gallen en maakt deel uit van het district See-Gaster.

## Geschiedenis
Op 1 januari 2013 werd zij gefusioneerd met Eschenbach en Goldingen onder de nieuwe gemeente Eschenbach.
St. Gallenkappel telt 1748 inwoners.

## Demografie

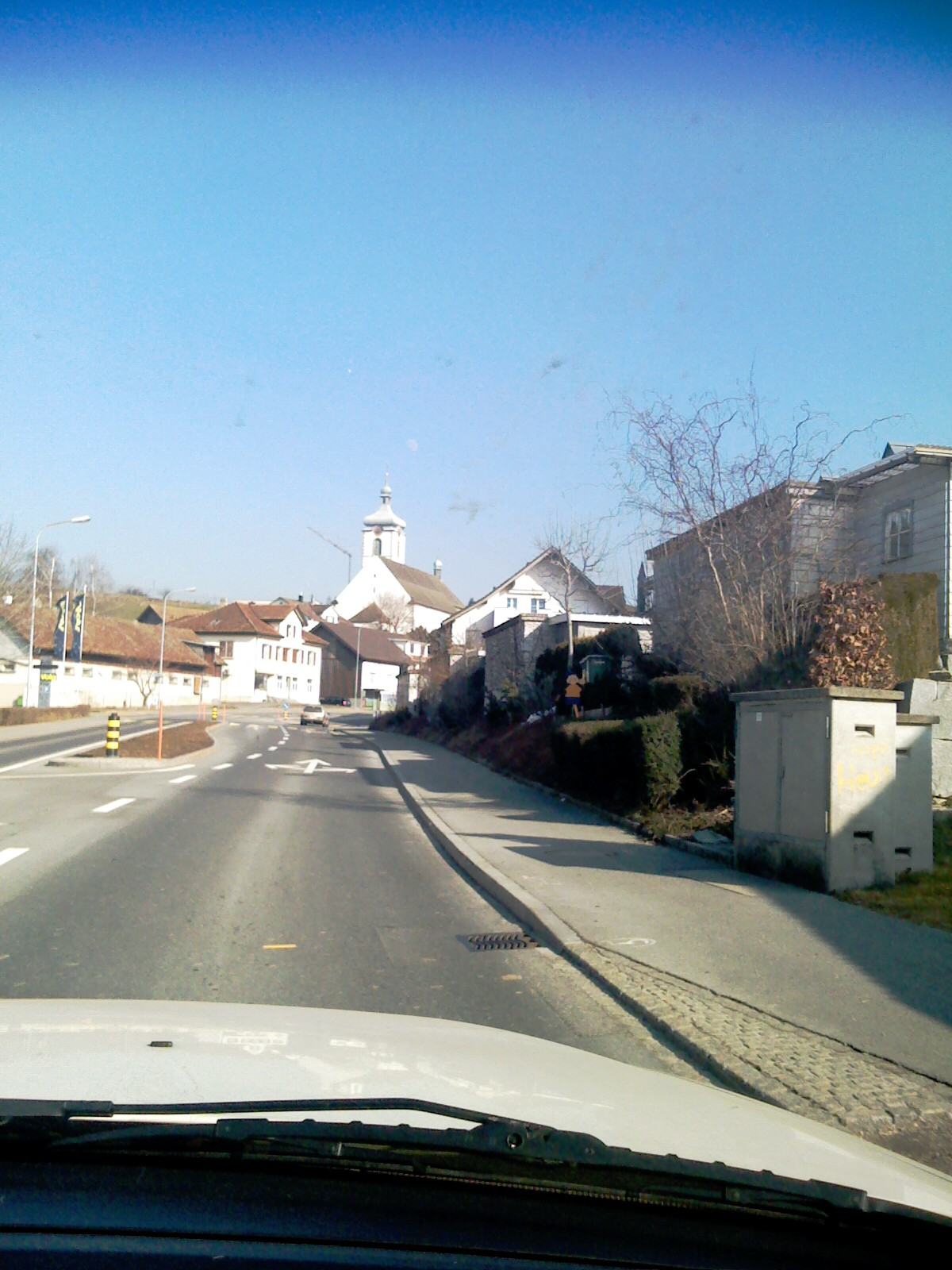
Sankt Gallenkappel

- Historisch woordenboek van Zwitserland: 001372
- Library of Congress Control Number: n83318298
- Nationale Bibliotheek van Israël: 987007555210905171
- Virtual International Authority File: 148967775
- WorldCat: E39PBJvHcm33tXCkKh6r4MrH4q